# أسكيباره
أسكيباره (بالأذرية: Əskipara) هي قرية وبلدية في مقاطعة ترتر في أذربيجان. يبلغ سكانها 1,029 نسمة.